# Joey Tribbiani
Joseph Francis "Joey" Tribbiani, Jr. là nhân vật hư cấu trong loạt phim hài kịch tình huống Những người bạn và phần ăn theo Joey, đóng bởi Matt LeBlanc.
Joey đến từ một gia đình Mỹ gốc Ý gồm có 8 anh chị em. Trong tập "The One Where They All Turn Thirty", Joey cho biết anh có 1/16 dòng máu Bồ Đào Nha trong người. Anh được đặt trên theo cha anh, một thợ lắp đường ống. Joey có bảy người chị em gái: Mary Therese, Mary Angela (người Chandler từng hôn trong một sinh nhật của Joey), Dina, Gina, Tina, Veronica, and Cookie. Joey được sinh ra tại Queens, New York. Ngày còn nhỏ, anh rất hay gặp tai nạn. Anh có một người bạn tưởng tượng làm cao bồi không gian tên là Maurice.
Joey được mô tả là một người bừa bãi và ngốc nghếch, nhưng rất trung thành và bảo vệ các bạn của mình. Là một diễn viên sống chật vật, anh thường xuyên phải đi tìm việc làm. Anh nhận chứng nhận làm mục sư trong tập phim "The One with the Truth About London" và làm cử hành lễ cưới cho đám cưới của Monica và Chandler cùng Phoebe và Mike. Qua tập "The One After 'I Do'" Joey bị lộ cỡ chân của anh là 7. Joey rất yêu quý con chim cánh cụt bằng bông mà anh ôm đi ngủ tên là Hugsy và không muốn chia sẻ nó. Anh không thích chia sẻ đồ ăn và rất dở làm toán (anh ấy phải sử dụng máy tính để tính phép tính 500+500). Về thể thao, Joey thích đội bóng chày New York Yankees, đội bóng rổ Los Angeles Clippers và New York Knicks, đội bóng bầu dục New York Giants và New York Jets, đội khúc côn cầu Detroit Red Wings và New York Rangers. 